# WWE Home Video
WWE Home Video es una distribuidora y productora de vídeos perteneciente a lucha libre profesional WWE. Esta empresa empezó llamándose WWF Home Video, aunque fue remplazado por una compañía independiente similar perteneciente a Evart Enterprises, Coliseum Video, que estuvo operativa desde 1985 hasta 1997.

## Historia

### Coliseum Video

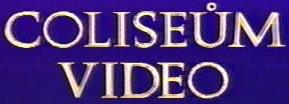
The Coliseum Video logo.

Las cintas VHS vendidas por Coliseum eran de muchas categorías:
- Volúmenes de "Lo mejor de..." que contienen los mejores momentos de combates clásicos, sacados en sus primeros años.
- Perfiles de los luchadores, que contenían las carreras de los luchadores de WWF.
- Vídeos de temáticas, como por ejemplo los fallos y los momentos cómicos. También engloban combates estelares.
- Eventos de pago por visión.

Coliseum Video también sacó a la venta los dos eventos de la World Bodybuilding Federation.
Además de todo, Coliseum también sacó a la venta dos vídeos sin lucha libre. Uno de los New York Giants y otro de Wayne Gretzky.

### WWF/WWE Home Video
Tras la creación de WWF Home Video, los vídeos sacados a la venta por Coliseum Video fueron relanzados por parte de WWF Home Video con un nuevo empaquetamiento, nombre y logo en 1997. Cuando WWF se convirtió en WWE en 2002, el nombre de esta compañía cambió con él. El contenido lanzado por WWE Home Video amplió su gama de categorías, incluyendo las dichas arriba. Una de ellas fue la categoría del contenido exclusivo para el entretenimiento, como documentales de los luchadores.
En los contenidos de la "Attitude Era" (1998–2002), tuvieron problemas legales por el cambio de la WWF a WWE. Por eso, tuvieron que cambiar, o borrar todos los logos antiguos para no tener problemas. Sin embargo, "World Wrestling Federation" no está editado ni borrado.

### Expansión de la videoteca
La expansión de WWE ha podido hacer que su videoteca aumente. Esto ha permitido el lanzamiento de muchos contenidos, incluyendo clásicos de la WWF, AWA, WCW, ECW, WCCW y NWA.

### Formato DVD
Todo el contenido ha sido exclusivamente lanzado en formato DVD y en UMD desde el 2005. WrestleMania XXIV es el primer show de WWE, y el primer evento deportivo, sacado a la venta en Blu-ray Disc. El evento salió a la venta el 20 de mayo de 2008, y contiene dos discos.

## Lista de lanzamientos.[5]
A continuación, la lista completa de los lanzamientos de WWE Home Video. Los eventos de pago por visión están listados en orden por el año en el que se produjo el evento.

### Eventospago por visión
1985
- WrestleMania I

1986
- WrestleMania 2

1987
- WrestleMania III
- Survivor Series (1987)

1988
- Royal Rumble (1988)
- WrestleMania IV
- SummerSlam (1988)
- Survivor Series (1988)

1989
- Royal Rumble (1989)
- WrestleMania V
- SummerSlam (1989)
- Survivor Series (1989)

1990
- Royal Rumble (1990)
- WrestleMania VI
- SummerSlam (1990)
- Survivor Series (1990)

1991
- Royal Rumble (1991)
- WrestleMania VII
- SummerSlam (1991)
- Survivor Series (1991)

1992
- Royal Rumble (1992)
- WrestleMania VIII
- SummerSlam (1992)
- Survivor Series (1992)

1993
- Royal Rumble (1993)
- WrestleMania IX
- SummerSlam (1993)
- Survivor Series (1993)

1994
- Royal Rumble (1994)
- WrestleMania X
- SummerSlam (1994)
- Survivor Series (1994)

1995
- Royal Rumble (1995)
- WrestleMania XI
- SummerSlam (1995)
- Survivor Series (1995)

1996
- Royal Rumble (1996)
- WrestleMania XII
- SummerSlam (1996)
- Survivor Series (1996)

1997
- Royal Rumble (1997)
- WrestleMania 13
- SummerSlam (1997)

1998
- Royal Rumble (1998)
- WrestleMania XIV
- Unforgiven: In Your House
- SummerSlam (1998)
- Rock Bottom: In Your House

1999
- Royal Rumble (1999)
- WrestleMania XV
- SummerSlam (1999)

2000
- Royal Rumble (2000)
- WrestleMania 2000
- King of the Ring (2000)
- SummerSlam (2000)
- Survivor Series (2000)

2001
- Royal Rumble (2001)
- WrestleMania X-Seven
- Backlash (2001)
- Judgment Day (2001)
- King of the Ring (2001)
- WWF Invasion
- SummerSlam (2001)
- Unforgiven (2001)
- No Mercy (2001)
- Survivor Series (2001)
- Vengeance (2001)

2002
- Royal Rumble (2002)
- No Way Out (2002)
- WrestleMania X8
- Backlash (2002)
- Judgment Day (2002)
- King of the Ring (2002)
- Vengeance (2002)
- SummerSlam (2002)
- Unforgiven (2002)
- No Mercy (2002)
- Survivor Series (2002)
- Armageddon (2002)

2003
- Royal Rumble (2003)
- No Way Out (2003)
- WrestleMania XIX
- Backlash (2003)
- Judgment Day (2003)
- Bad Blood (2003)
- Vengeance (2003)
- SummerSlam (2003)
- Unforgiven (2003)
- No Mercy (2003)
- Survivor Series (2003)
- Armageddon (2003)

2004
- Royal Rumble (2004)
- No Way Out (2004)
- WrestleMania XX
- Backlash (2004)
- Judgment Day (2004)
- Bad Blood (2004)
- The Great American Bash (2004)
- Vengeance (2004)
- SummerSlam (2004)
- Unforgiven (2004)
- No Mercy (2004)
- Taboo Tuesday (2004)
- Survivor Series (2004)
- Armageddon (2004)

2005
- New Year's Revolution (2005)
- Royal Rumble (2005)
- No Way Out (2005)
- WrestleMania 21
- Backlash (2005)
- Judgment Day (2005)
- ECW One Night Stand (2005)
- Vengeance (2005)
- The Great American Bash (2005)
- SummerSlam (2005)
- Unforgiven (2005)
- No Mercy (2005)
- Taboo Tuesday (2005)
- Survivor Series (2005)
- Armageddon (2005)

2006
- New Year's Revolution (2006)
- Royal Rumble (2006)
- No Way Out (2006)
- WrestleMania 22
- Backlash (2006)
- Judgment Day (2006)
- ECW One Night Stand (2006)
- Vengeance (2006)
- The Great American Bash (2006)
- SummerSlam (2006)
- Unforgiven (2006)
- No Mercy (2006)
- Cyber Sunday (2006)
- Survivor Series (2006)
- December To Dismember (2006)
- Armageddon (2006)

2007
- New Year's Revolution (2007)
- Royal Rumble (2007)
- No Way Out (2007)
- WrestleMania 23
- Backlash (2007)
- Judgment Day (2007)
- One Night Stand (2007)
- Vengeance: Night of Champions (2007)
- The Great American Bash (2007)
- SummerSlam (2007)
- Unforgiven (2007)
- No Mercy (2007)
- Cyber Sunday (2007)
- Survivor Series (2007)
- Armageddon (2007)

2008
- Royal Rumble (2008)
- No Way Out (2008)
- WrestleMania XXIV (También disponible en Blu-ray Disc)
- Backlash (2008)
- Judgment Day (2008)
- One Night Stand (2008)
- Night of Champions (2008)
- The Great American Bash (2008)
- SummerSlam (2008)
- Unforgiven (2008)
- No Mercy (2008)
- Cyber Sunday (2008)
- Survivor Series (2008)
- Armageddon (2008)

2009
- Royal Rumble (2009)
- No Way Out (2009)
- WrestleMania XXV (También disponible en Blu-ray Disc)
- Backlash (2009)
- Judgment Day (2009)
- Extreme Rules (2009)
- The Bash (2009)
- Night of Champions (2009)
- SummerSlam (2009)
- Breaking Point (2009)
- Hell in a Cell (2009)
- Bragging Rights (2009)
- Survivor Series (2009)
- TLC: Tables, Ladders & Chairs (2009)

2010
- Royal Rumble (2010) (También disponible en Blu-ray Disc)
- Elimination Chamber (2010)
- WrestleMania XXVI (También disponible en Blu-ray Disc)
- Extreme Rules (2010)
- Over the Limit (2010)
- Fatal Four Way (2010)
- Money In The Bank (2010)
- SummerSlam (2010) (También disponible en Blu-ray Disc)
- Night Of Champions (2010)
- Hell in a Cell (2010) (También disponible en Blu-ray Disc)
- Bragging Rights (2010) (También disponible en Blu-ray Disc)
- Survivor Series (2010) (También disponible en Blu-ray Disc)
- TLC: Tables, Ladders & Chairs (2010)

2011
- Royal Rumble (2011) (También disponible en Blu-ray Disc)
- Elimination Chamber (2011) (También disponible en Blu-ray Disc)
- WrestleMania XXVII (También disponible en Blu-ray Disc)
- Extreme Rules (2011) (También disponible en Blu-ray Disc)
- Over the Limit (2011) (También disponible en Blu-ray Disc)
- Capitol Punishment (2011)
- Money in the Bank (2011)
- SummerSlam (2011)
- Night of Champions (2011)
- Hell in a Cell (2011)
- Vengeance (2011)
- Survivor Series (2011)
- TLC: Tables, Ladders & Chairs (2011)

2012
- Royal Rumble (2012) (También disponible en Blu-ray Disc)
- Elimination Chamber (2012)
- WrestleMania XXVIII

### Eventos pago por visión internacionales
2001
- Rebellion 2001

2002
- Insurrextion 2002
- Global Warning
- Rebellion 2002

2003
- Insurrextion 2003

### Cajas especiales de eventos pago por visión
- Royal Rumble: The Complete Anthology (1988–2007) (La antología completa de Royal Rumble)
- WrestleMania: The Complete Anthology (WrestleMania 1–21) (La antología completa de WrestleMania)
- SummerSlam: The Complete Anthology (1988–2007) (La antología completa de SummerSlam)
- Survivor Series: The Complete Anthology Vol. 1 (1987–1991) (La antología completa de Survivor Series volumen 1)
- Survivor Series: The Complete Anthology Vol. 2 (1992–1996) (La antología completa de Survivor Series volumen 2)

### Documentales de superestrellas
- Batista: I Walk Alone (3-Disc)
- 20 Years Too Soon: The "Superstar" Billy Graham Story
- Bobby "the Brain" Heenan
- Bret "Hit Man" Hart: The Best There Is, the Best There Was, the Best There Ever Will Be (3 discos)
- Brian Pillman: Loose Cannon (2 discos)
- Brock Lesnar: Here Comes The Pain
- Breaking The Code: Behind the Walls of Chris Jericho (3 discos)
- Hard Knocks: The Chris Benoit Story (2 discos)
- D-Generation X
- The New & Improved DX (3 discos)
- DX: One Last Stand
- Divas: Desert Heat
- Divas Do New York
- Divas In Hedonism
- Divas: South of The Border
- Divas: Tropical Pleasure
- Divas Undressed
- American Dream: The Dusty Rhodes Story (3 discos)
- Cheating Death, Stealing Life: The Eddie Guerrero Story (2 discos)
- Hardy Boyz: Leap of Faith
- Twist of Fate: The Matt & Jeff Hardy Story (2 discos)
- Hulk Still Rules (2 discos)
- Jake "The Snake" Roberts: Pick Your Poison (2 discos)
- Jeff Hardy: My Life, My Rules (3 discos)
- John Cena: My Life (3 discos)
- John Cena: Word Life
- The John Cena Experience
- John Morrison: Rock Star
- Lita: It Just Feels Right
- 3 Faces of Foley
- Mick Foley: Hard Knocks & Cheap Pops
- The Life and Times of Mr. Perfect (2 discos)
- nWo – Back In Black
- Randy Orton: The Evolution of a Predator (3 discos)
- Rey Mysterio: 619
- Rey Mysterio:The Biggest Little Man (3 discos)
- Rey Mysterio: The Life of a Masked Man (3 discos)
- Ric Flair: The Definitive Collection (3 discos)
- Ric Flair and The 4 Horsemen (2 discos)
- The Road Warriors: The Life & Death of The Most Dominant Tag Team in Wrestling History (2 discos)
- Roddy Piper: Born to Controversy (3 discos)
- The Shawn Michaels Story: Heartbreak & Triumph (3 discos)
- The Shawn Michaels Story: My Jorney (3 discos)
- Austin 3:16 Uncensored
- Stone Cold Steve Austin: The Bottom Line on the Most Popular Superstar of All Time
- Steve Austin – Austin Vs. McMahon: The Whole True Story
- 'Cause Stone Cold Said So
- Stone Cold Steve Austin – Hell Yeah!
- The Stone Cold Truth
- Steve Austin: What?
- The Rock: Just Bring It (2 discos)
- The Rock: Know Your Role
- The Rock: The People's Champ
- The Undertaker: The Phenom
- The Undertaker: This Is My Yard
- The Undertaker: 15-0
- Triple H: The Game
- Trish Stratus: 100% Stratusfaction Guaranteed
- The Self-Destruction of the Ultimate Warrior
- McMahon (2 discos)
- Eddie Guerrero Viva la Raza: The Legacy of Eddie Guerrero (3 discos)
- Viva Las Divas

### Documentales especiales
- Before They Were WWE Superstars
- Before They Were WWE Superstars 2
- Greatest Stars of The 80's (3 discos)
- Greatest Stars of The 90's (3 discos)
- Greatest Stars Of The 21st Century (3 discos)
- Hardcore
- History of WrestleMania (1985–1993)
- The Monday Night War
- The Most Powerful Families In Wrestling (2 discos)
- The Rise & Fall of ECW (2 discos)
- The Rise & Fall of WCW (3 discos)
- The Spectacular Legacy of the AWA
- The Triumph & Tragedy of World Class Championship Wrestling
- The True Story of WrestleMania
- The World's Greatest Wrestling Managers
- Top 50 Superstars of All Time
- WWE: Greatest Rivalries - Shawn Michaels vs Bret Hart (3 discos)

### Compilaciones de combates de superestrellas
- André The Giant
- Big Show: A Giant's World
- Viva La Raza: The Legacy of Eddie Guerrero (3 discos)
- Edge: A Decade of Decadence (3 discos)
- Hart & Soul: The Hart Family Anthology (3 discos)
- Hulk Hogan: The Ultimate Anthology (4 discos)
- Hulk Hogan: Unreleased Collector's Series (3 discos)
- The John Cena Experience (3 discos) (También disponible en Blu-ray Disc)
- John Cena: My Life
- John Cena: Word Life
- The Twisted, Disturbed Life of Kane (3 discos)
- Macho Madness: The Ultimate Randy Savage Collection (3 discos)
- Mick Foley: Greatest Hits & Misses (2 discos, o edición Hardcore 3 discos)
- Rey Mysterio: The Biggest Little Man (3 discos)
- Ric Flair: The Ultimate Collection (3 discos)
- Ricky "The Dragon" Steamboat: The Life Of The Dragon (3 discos)
- Rob Van Dam: One of A Kind (2 discos)
- Shawn Michaels: Boyhood Dream
- Shawn Michaels: From The Vault (2 discos)
- Shawn Michaels: My Journey: His 25 Greatest Match (3 discos)
- The Legacy of Stone Cold Steve Austin (3 discos)
- The Rock: The Most Electrifying Man In Sports entertainment (3 discos)
- The Undertaker: He Buries Them Alive
- Undertaker's Deadliest Matches (3 discos)
- Tombstone: The History of The Undertaker (3 discos)
- Triple H: King of Kings – There Is Only One (2 discos)

### Compilaciones especiales de combates
- Allied Powers: The World's Greatest Tag Teams
- The Very Best Of WCW Monday Nitro
- The Best Pay-Per-View Matches Of The Year 2009–2010 (3 discos)
- The Best of Saturday Night's Main Event (3 discos)
- BloodBath: Wrestling's Most Incredible Steel Cage Matches (2 discos)
- Bloodsport: ECW's Most Violent Matches (2 discos)
- ECW Extreme Rules (2 discos)
- The Greatest Cage Matches of All Time (3 discos)
- Hell in a Cell (3 discos)
- The History of the Intercontinental Championship
- The History of the World Heavyweight Championship
- The History of the WWE Championship
- Legends of Wrestling (3 discos)
- Satan's Prison: The Anthology Of The Elimination Chamber
- Starrcade: The Essential Collection (3 discos)
- Ladder match (3 discos)
- The Ladder Match 2: Crash & Burn
- The Best of King of the Ring (3 discos)
- The Best PPV Matches of 2011 (3 discos)

### Otros especiales
- Best of Confidential Vol. 1
- Best of Raw Vol. 1
- Best of Raw Vol. 2
- Best of Raw 2009 (3 discos)
- Best of Raw 2010 (3 discos)
- The Best of Raw: Seasons 1 & 2 (4 discos)
- The Best of SmackDown! Tenth Anniversary (3 discos)
- Best of SmackDown! vs. Raw (2008) (Blu-ray Disc, Packaged with the PlayStation 3 Collector's Edition Release of WWE SmackDown vs. Raw 2009)
- Eve of Destruction (2000)
- Hall of Fame (2004)
- Ramped Up: WWE The Videos Vol. 1
- Raw 10th Anniversary
- Wrestling's Highest Flyers (2010)
- WWE Raw 15th Anniversary (3 discos)
- WWE Tribute to the Troops (2 discos)
- WWE Action!
- WWE Originals
- WWE ThemeAddict: The Videos
- WWE Biggest Knuckleheads
- WWE Legends of Wrestling Roddy Piper & Terry Funk
- WWE Legends of Wrestling Hulk Hogan & Bob Backlund
- WWE Legends of Wrestling Andre Giant & Iron Sheik
- WWE Legends of Wrestling Jerry the King Lawler & Junkyard Dog
- WWE Legends of Wrestling Ric Flair & Sgt Slaughter
- WWE Legends of Wrestling Heat Seekers

### Figuras de WWE de Mattel con DVD
- Series 1 Flex Force DVD Hero John Cena
- Series 1 Flex Force DVD Hero Rey Mysterio
- Series 2 Flex Force DVD Hero John Morrison
- Series 2 Flex Force DVD Hero C.M. Punk
- Edge & John Cena w/WWE Championship Belt & DVD
- Rock & Stone Cold Steve Austin w/Intercontinental Belt & DVD

### Próximos Lanzamientos
- The Best of Raw and Smackdown 2011 (Disponible el 31/1/2012)
- The Rock (Disponible el 21/2/12)